# Remo nos Jogos Pan-Americanos de 2019 - Quatro sem masculino
A competição do quatro sem masculino foi um dos eventos do remo nos Jogos Pan-Americanos de 2019. Foi disputada no Albufera Medio Mundo em Huacho nos dias 6 e 8 de agosto.

## Calendário
Horário local (UTC-5).
| Data        | Horário | Fase          |
| ----------- | ------- | ------------- |
| 6 de agosto | 9:40    | Eliminatórias |
| 8 de agosto | 9:40    | Final         |

## Medalhistas
|  | ARG Argentina                                         |  | CUB Cuba                                                    |  | BRA Brasil                                                   |
|  | Ivan Carino Francisco Esteras Axel Haack Agustin Diaz |  | Eduardo González Carlos Ajete Reidy Cardona Jesús Rodríguez |  | Willian Giaretton Fabio Moreira Alef Fontoura Gabriel Campos |

## Resultados

### Eliminatórias
| Pos. | Remador                                                            | Nacionalidade      | Tempo   | Notas |
| ---- | ------------------------------------------------------------------ | ------------------ | ------- | ----- |
| 1    | Willian Giaretton Fabio Moreira Alef Fontoura Gabriel Campos       | BRA Brasil         | 6:07.96 | F     |
| 2    | Selim Echeverría Alfredo Abraham Nelson Martínez Bernardo Guerrero | CHI Chile          | 6:08.75 | F     |
| 3    | Eduardo González Carlos Ajete Reidy Cardona Jesús Rodríguez        | CUB Cuba           | 6:29.99 | F     |
| 4    | Paul Verni Veton Celaj Jonathan Zagroba Kyle Peabody               | USA Estados Unidos | 6:30.86 | F     |
| 5    | Ivan Carino Francisco Esteras Axel Haack Agustin Diaz              | ARG Argentina      | 6:55.91 | F     |

### Final
| Pos.              | Remador                                                            | Nacionalidade      | Tempo   | Notas |
| ----------------- | ------------------------------------------------------------------ | ------------------ | ------- | ----- |
| Medalha de ouro   | Ivan Carino Francisco Esteras Axel Haack Agustin Diaz              | ARG Argentina      | 6:07.02 |       |
| Medalha de prata  | Eduardo González Carlos Ajete Reidy Cardona Jesús Rodríguez        | CUB Cuba           | 6:09.53 |       |
| Medalha de bronze | Willian Giaretton Fabio Moreira Alef Fontoura Gabriel Campos       | BRA Brasil         | 6:10.67 |       |
| 4                 | Selim Echeverría Alfredo Abraham Nelson Martínez Bernardo Guerrero | CHI Chile          | 6:19.99 |       |
| 5                 | Paul Verni Veton Celaj Jonathan Zagroba Kyle Peabody               | USA Estados Unidos | 6:26.56 |       |